# Christina Ørntoft
Christina Øyangen Ørntoft, née le 2 juillet 1985, est une footballeuse internationale danoise.
Elle a notamment joué pour le club de Brøndby IF en Elitedivisionen et pour l'équipe nationale danoise.

## Biographie
En 2009, Christina Ørntoft subit une blessure au ligament croisé antérieur, qui l'empêche de participer à l'Euro féminin de 2009. Elle se blesse à nouveau au même genou en 2011.
La joueuse signe lors de la saison 2008 avec le club suédois de LdB FC Malmö, à la suite de la blessure de Malin Levenstad.
Après quatre années au LdB FC Malmö, perturbées par des blessures, la joueuse rejoint le Brøndby IF en décembre 2012. En décembre 2013, elle annonce mettre en pause sa carrière de joueuse et occupe le poste d'entraîneur des jeunes du Brøndby en raison de sa grossesse.
Elle est sélectionnée par Kenneth Heiner-Møller pour l'Euro féminin de 2013.